# Гельтцер, Рудольф Робертович
Рудольф Робертович Гельтцер (1890―1968) ― советский микробиолог, иммунолог, доктор медицинских наук, профессор.

## Биография
Родился 22 июля 1890 года в Санкт-Петербурге.
Окончил Петербургскую медицинскую академию. В Первую мировую войну служил полевым хирургом. После 1917 года служит военным врачом в Красной армии.
В 1921 году демобилизовался и начал работать на кафедре микробиологии медицинского факультета Казанского государственного университета. С 1932 по 1941 годы трудился заведующим кафедрой микробиологии Казанского медицинского института.
В 1935 году защитил докторскую диссертацию. В том же году избран профессором.
В 1941 году был репрессирован по статье 58 и выслан в город Караганда. С 1943 по 1948 годы преподаёт в Ижевском медицинском институте, а с 1948 по 1965 годы - в Ставропольском медицинским институте.
Умер 24 сентября 1968 года в Ставрополе.

## Научная деятельность
Написал ряд работ по культивированию спирохет. Совместно со своим учителем Вячеславом Аристовским впервые в 1922 году разработал питательную среду для культивирования возбудителей возвратного тифа и сифилиса. Исследовал микробиологию спирохетозов. В 1931 году впервые получил сифилитический антиген для постановки реакции связывания комплемента.

## Адреса
В Казани:
- улица Маяковского, 27[2].